# Gewog di Dangchu
Il gewog di Dangchu è uno dei quindici raggruppamenti di villaggi del distretto di Wangdue Phodrang, nella regione Centrale, in Bhutan.